# Imperiaal

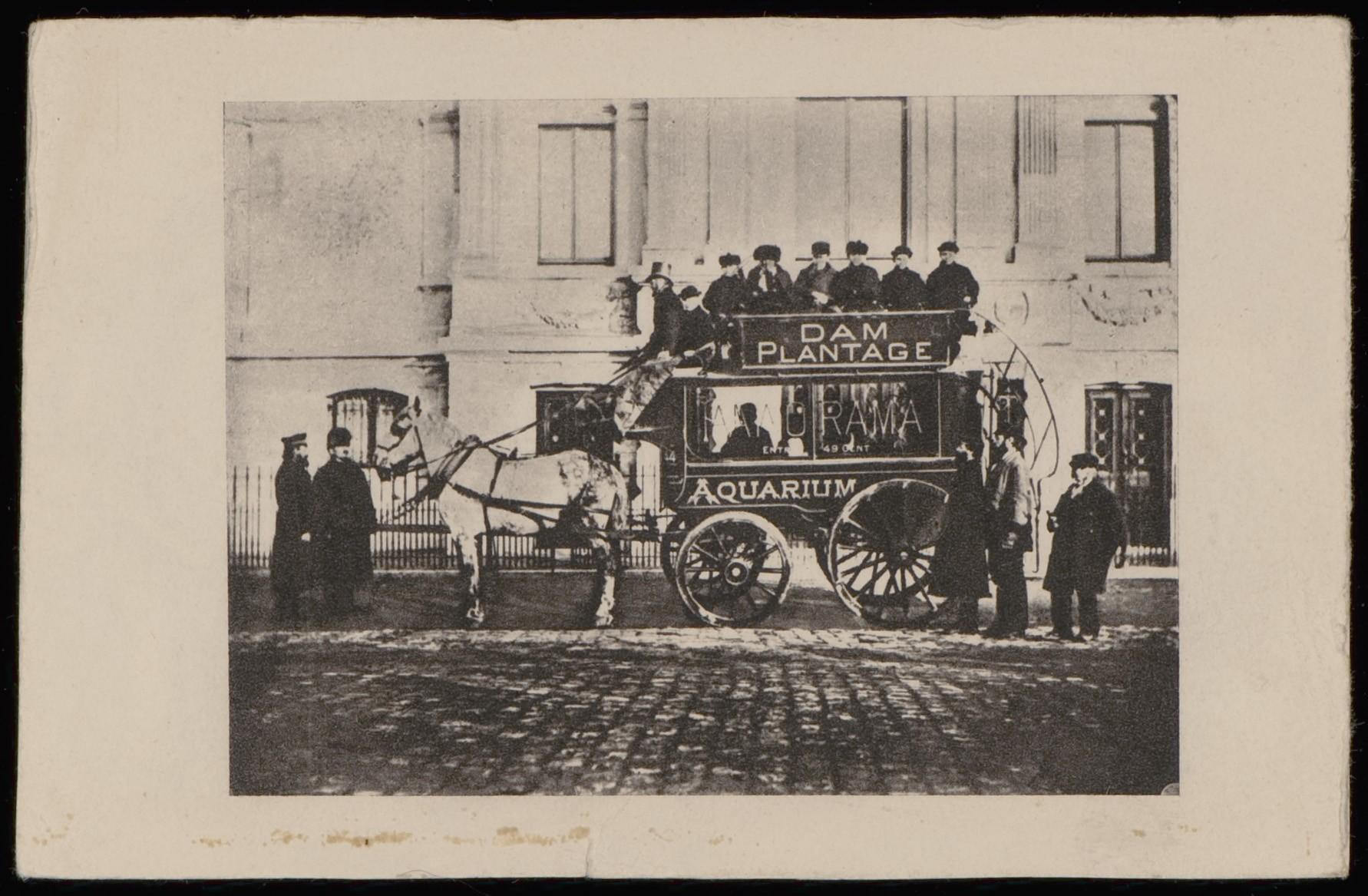
Omnibus met imperiaal ca. 1890

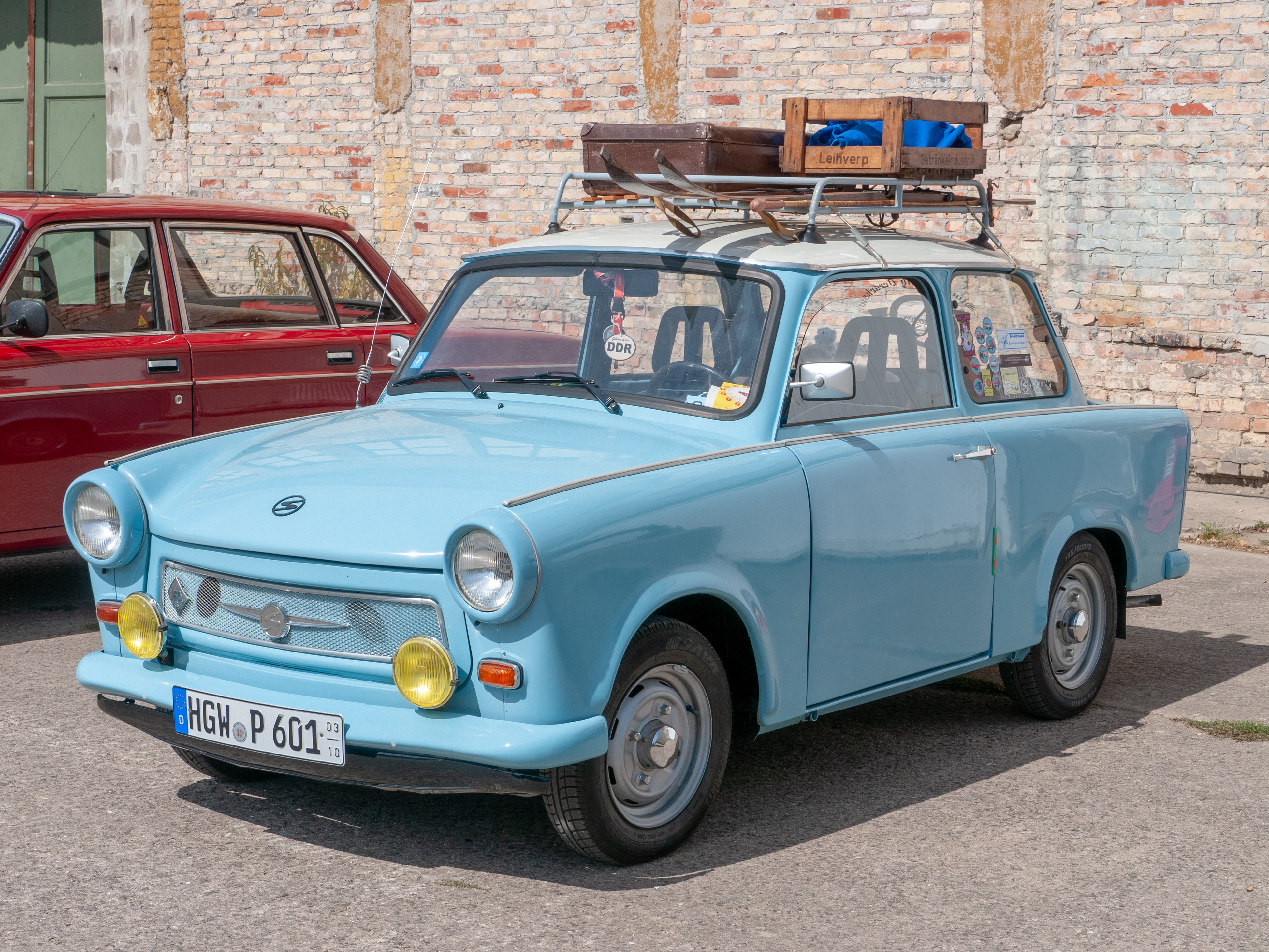
Trabant met imperiaal

Een imperiaal is een bagagerek dat bovenop een auto kan worden gemonteerd. Het dient om de vervoersmogelijkheden van bagage (tijdelijk) uit te breiden.
In vroeger tijden was de imperiaal het dak van een reiskoets, bus of ander openbaar vervoermiddel waarop passagiers konden zitten. Het woord is ontleend aan het Franse impériale ("keizerlijk"), ofwel vanwege de zitpositie (schertsenderwijs, de passagiers op de imperiaal zaten buiten, maar wel 'keizerlijk' hoog), ofwel door de vormovereenkomst van de verhoging met een keizerlijke kroon.
Ook touringcars hadden vroeger vaak een imperiaal, met een trapje dat aan de achterkant hing of met uitklapbare voet- en handsteunen. Tegenwoordig hebben de meeste touringcars een grote inwendige bagageruimte en is het reizigerscompartiment daarboven gesitueerd. Bij lijndienstbussen diende de imperiaal voor het vervoer van fietsen. Vooral op het platteland kwam dit vaak voor. Begin jaren zestig werd het rijwielvervoer per lijnbus in Nederland afgeschaft, waarna de imperialen van de daken van de bussen verdwenen.
Tegenwoordig wordt de imperiaal voornamelijk gezien op bestelbussen en andere "werkauto's". Op deze busjes is de imperiaal vaak semipermanent aangebracht.
Sommige personenauto's hebben op het dak bevestigingspunten voor een imperiaal van het eigen merk, maar meestal moet de imperiaal om de deuropening geklemd worden. Bij moderne personenwagens is het vaak niet meer mogelijk de imperiaal direct op het dak te monteren. Dit moet worden gedaan met dakdragers.

## Dakkoffer
De laatste jaren wordt de imperiaal bij personenauto's verdrongen door de dakkoffer. Deze wordt ook op het dak vastgemaakt met dakdragers. De dakkoffer heeft een aantal voordelen ten opzichte van de imperiaal:
- spatwaterdicht
- afsluitbaar tegen diefstal
- betere aerodynamica, dus minder brandstofverbruik

## Skibox
Een speciaal soort dakkoffer is de skibox, die speciaal is ontworpen voor het vervoeren van ski's. Waar een dakkoffer vaak ongeveer net zo breed is als het hele dak van de auto, en daardoor vrij veel wind vangt, is een skibox relatief smal en lang genoeg voor het opbergen van een paar ski's.

## Andere betekenissen
- Imperiaal is een (niet veel meer voorkomend) oud-Brits traditioneel papierformaat.[3]